# Кубок Чернігівської області з футболу 1980
Кубок Чернігівської області з футболу 1980 — 36-й розіграш Кубка Чернігівської області з футболу.
На всіх етапах турніру зустрічі команд складаються з одного матчу.

## Учасники
В цьому розіграші Кубку узяли участь 15 клубів.
| - команда Бахмацького району - команда Бобровицького району - команда Борзнянського району - команда Козелецького району - команда Коропського району - команда Корюківського району - команда м. Куликівка - команда Новгород-Сіверського району - команда м. Прилуки - команда Прилуцького району - «Прогрес» (Ніжин) - «Промінь» (Чернігів) - команда Семенівського району - команда Сосницького району - команда м. Чернігів (Новозаводський район) |

## 1/8 фіналу
| Команда 1                  | Команда 2                         | Рахунок |
| -------------------------- | --------------------------------- | ------- |
| команда Семенівського р-ну | команда Новгород-Сіверського р-ну | 1:6     |
| команда Корюківського р-ну | команда Сосницького р-ну          | 5:0     |
| команда м. Куликівка       | «Промінь»                         | 0:6     |
| команда Борзнянського р-ну | команда Коропського р-ну          | 8:1     |
| «Прогрес»                  | команда Прилуцького р-ну          | 4:1     |
| команда м. Чернігів        | команда Бобровицького р-ну        | 4:0     |
| команда м. Прилуки         | команда Козелецького р-ну         | +:-     |

## 1/4 фіналу
| Команда 1                         | Команда 2                  | Рахунок |
| --------------------------------- | -------------------------- | ------- |
| команда Новгород-Сіверського р-ну | команда Корюківського р-ну | 0:1     |
| «Промінь»                         | команда Борзнянського р-ну | 2:1     |
| «Прогрес»                         | команда м. Чернігів        | 6:3     |
| команда м. Прилуки                | команда Бахмацького р-ну   | 2:1     |

## 1/2 фіналу
Матчі 1/2 фіналу відбулися 5 травня 2012 року.
| Команда 1                  | Команда 2          | Рахунок |
| -------------------------- | ------------------ | ------- |
| команда Корюківського р-ну | «Промінь»          | 0:4     |
| «Прогрес»                  | команда м. Прилуки | 2:1     |

## Фінал
| Команда 1 | Команда 2 | Рахунок |
| --------- | --------- | ------- |
| «Промінь» | «Прогрес» | 3:1     |